# Bismarckwarte (Lindenfels)
Die Bismarckwarte in Lindenfels ist ein von 1906 bis 1907 erbauter Aussichtsturm auf der Litzelröder Höhe in der Siedlung Litzelröder, die zur Kernstadt Lindenfels im Odenwald im Landkreis Bergstraße in Hessen gehört.

## Beschreibung
Der aus Granit- und Syenitsteinen gemauerte Rundturm hat einen quadratischen Sockel mit einer Kantenlänge von 7,40 m und mündet oben in einen quadratischen Aufbau mit Aussichtsplattform. Der Zugang zum 12,3 m hohen Turm befindet sich auf der östlichen Seite und führt über eine 1,70 m breite Steintreppe mit zehn Stufen zum Eingangsbereich. Im Innern führt eine Wendeltreppe mit 51 Steinstufen zur Aussichtsplattform in 11,1 m Höhe. Das Bauwerk steht in der Mitte einer quadratischen Terrassenanlage mit einer Seitenlänge von 12,80 m.

## Baugeschichte
Vorläufer der Bismarckwarte war ein 1896 errichteter Tempel auf der Litzelröder Höhe. Am 22. Mai 1903 wurde vom Kirchenrat Freienseher und Bürgermeister Schnellbächer der Bau einer Bismarckwarte angeregt, der den Tempel ersetzen sollte. Mitglieder des örtlichen Odenwaldklubs und des Verschönerungsvereins der Stadtverwaltung bildeten einen Ausschuss zur Errichtung der Warte. Die Finanzierung der Gesamtkosten von 9.000 Mark wurde über Spenden und Einkünfte bei mehreren örtlichen Veranstaltungen erreicht. Der Turm wurde nach Plänen von Ferdinand Luthmer aus Frankfurt am Main zwischen dem 1. Mai 1906 und 7. Juli 1907 errichtet, die letzte grundlegende Sanierung fand 1997/98 statt.
Am 15. Juli 2007 fand anlässlich des hundertjährigen Bestehens der Bismarckwarte eine Jubiläumsfeier statt. Am 27. März 2010 wurde im Zuge einer teilweise historisch nachgestellten Signalkette vom Rhein zum Main auf dem Turm ein Lärmfeuer entzündet.
Alljährlich veranstaltet die Freiwillige Feuerwehr Lindenfels um den 21. Juni eine Sonnenwendfeier an der Bismarckwarte.

## Sonstiges
An der Brüstung der Aussichtsplattform ist ein auffällig großer Windsack angebracht. In etwa 40 m Entfernung befindet sich auf einer Freifläche südöstlich des Turms ein Hubschrauberlandeplatz.